# アルベルトゥス・セバ

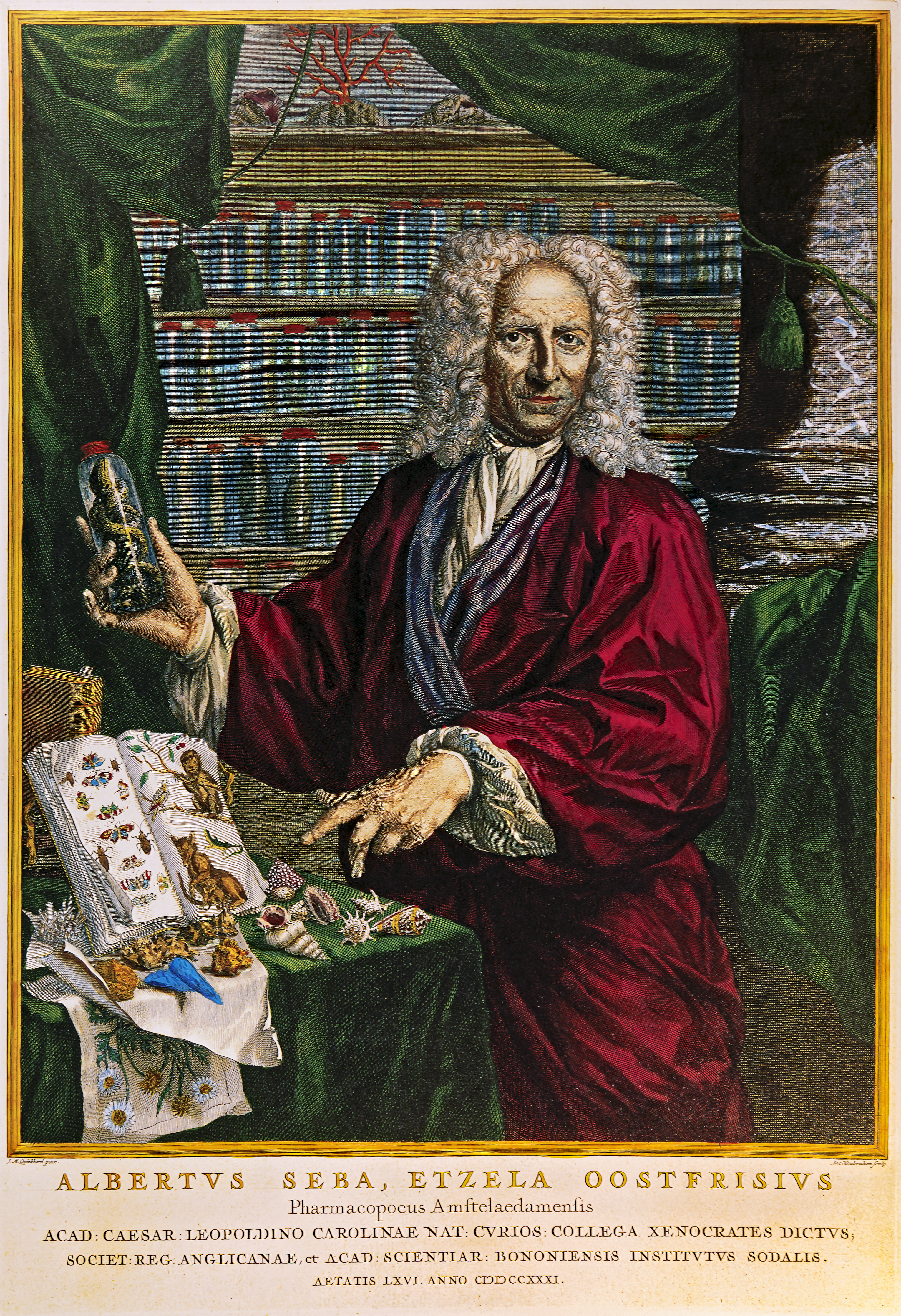
アルベルトゥス・セバ

アルベルトゥス・セバ（Albertus Seba または Albert Seba、1665年5月12日 - 1736年5月3日）はオランダの薬剤師、博物コレクターである。1730年代から自らの収集品について図入りの書籍（"Thesaurus"）の形で出版した。ドゥニ・ディドロやジャン・ル・ロン・ダランベールらが編纂した百科全書の先駆けとなった書籍のひとつである。

## 生涯
現在のドイツ、ニーダーザクセン州のフリーデブルク近くのEtzelの農家の息子に生まれた。幼い頃から才能を示し、村の学校の教師から特別にラテン語や自然科学を教えられた。19歳の時、フリースラント郡の薬局などで、薬剤師の修行を始めオランダのメノナイト教徒の居住地でオランダ語を学んだ。オランダ各地の薬局で働き、1697年に薬剤師の試験に合格した。1698年に結婚し、1700年にアムステルダムの港近くのHaarlemerdijkに住居を兼ねた店を開いた。 店はすぐに成功し、資産を築いた。港を使って、外国との商売も始め、ロシアの王室にまで商品を納入するようになった。
早い時期から動植物、鉱物などの博物標本の収集を始め、アムステルダムはオランダの世界貿易の中心であったので収集には適していた。セバも船を使って、商品を輸入したし、薬局の顧客には、これから外国へ航海する船乗りも多く、彼らに依頼して珍しい標本を集めることができた。比較的短期間にコレクションは充実し、評判はアムステルダムだけに留まらなかった。
標本の中には「7つの頭のある蛇の標本」などというものも含まれていたが、科学的な観点で分類をおこなっていた。1716年に何年か薬を納入していたロシア宮廷のピョートル1世にコレクションを売却することになった。皇帝の侍医のRobert Erskineにコレクションのリスト送ると、皇帝は15,000ギルダーですべてを買い上げた。これは現在も、サンクトペテルブルクのエルミタージュに保管されている。セバは売却した資金で再び新しいコレクションを作り上げた。
特に生物標本の保存に関して、医学の文書を研究することや、友人の学者、フレデリクス・ルイシとともに研究した。1728年にイギリス王立協会フェローに選ばれ、1734年から"Thesaurus" (フルタイトル："Locupletissimi rerum naturalium thesauri accurata descriptio – Naaukeurige beschryving van het schatryke kabinet der voornaamste seldzaamheden der natuur-Accurate description of the very rich thesaurus of the principal and rarest natural objects")の出版を始めた。4巻本のうち2巻は没後の1759年と1765年に刊行された。446の大判の図版の製作には、少なくとも13人の原画家と版画家が何年か働いた。
1735年、カール・フォン・リンネはセバのコレクションを2回訪ずれた。リンネはセバの標本の多くを、ホロタイプ（正基準標本）とした他、いくつかは『自然の体系』(Systema Naturae)の存在が疑われる動物リスト(Animalia Paradoxa)に加えた。

## "Thesaurus"の図版

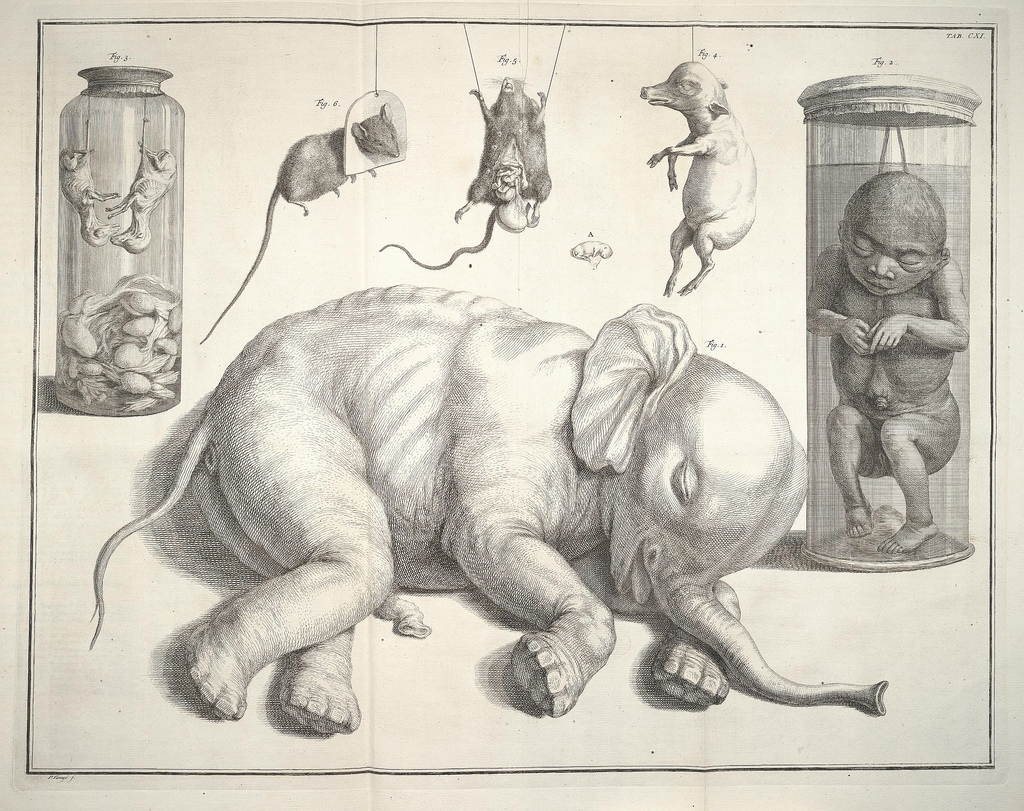
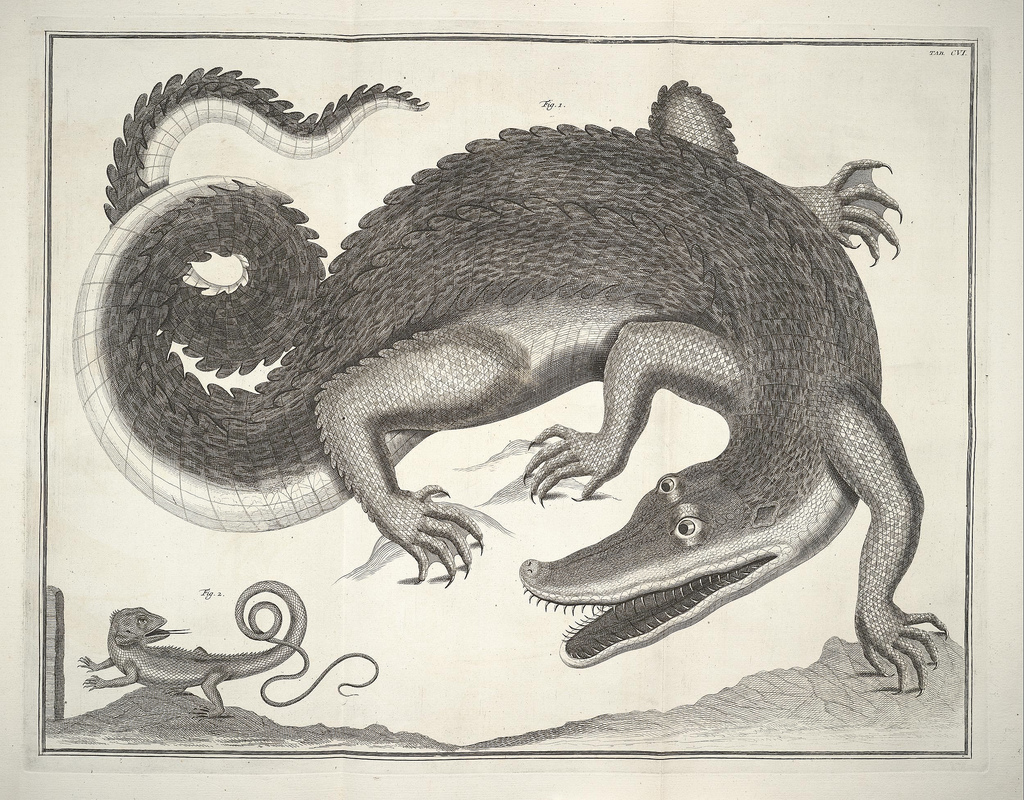
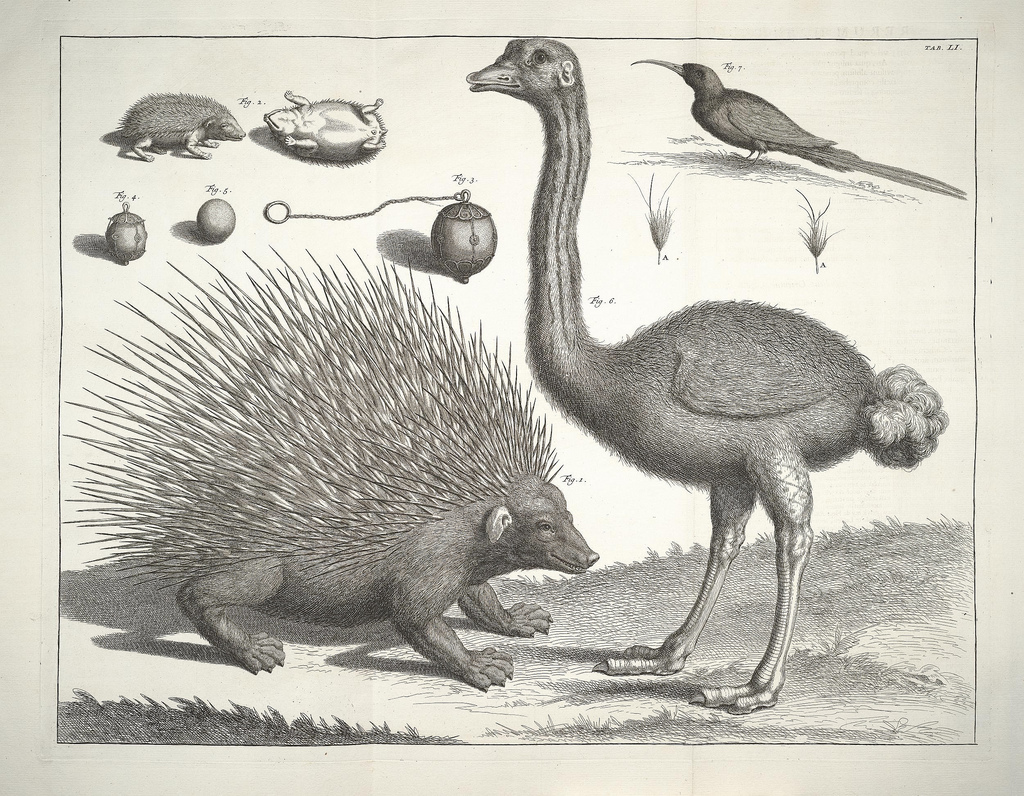

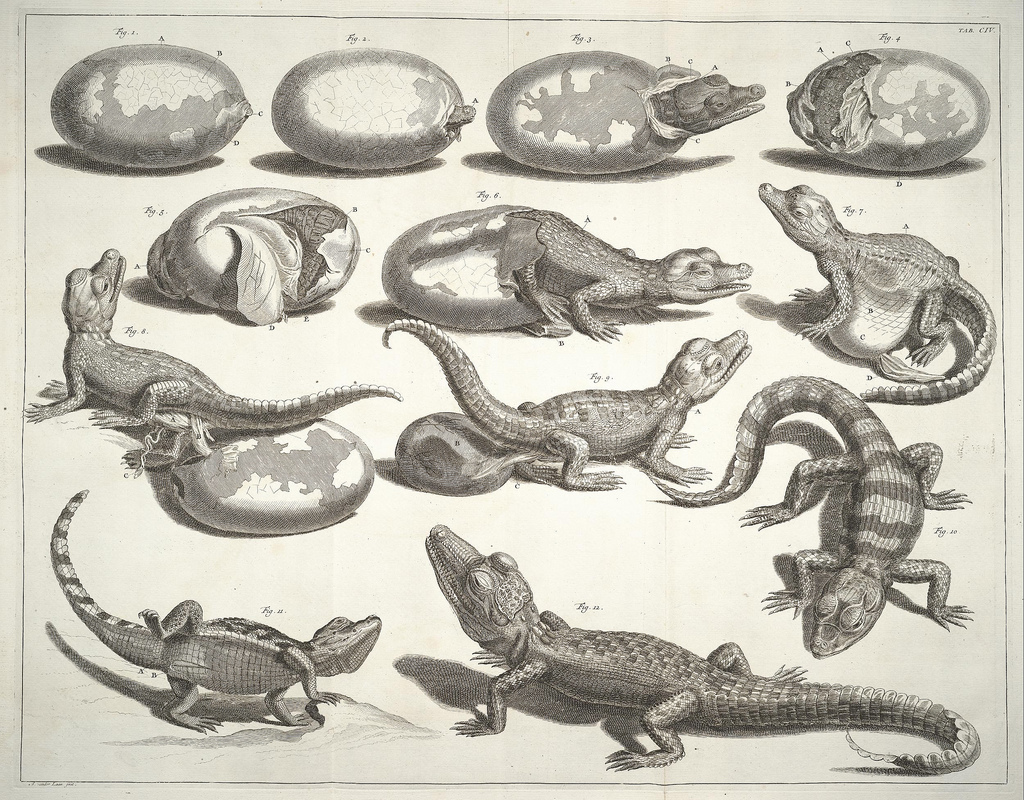
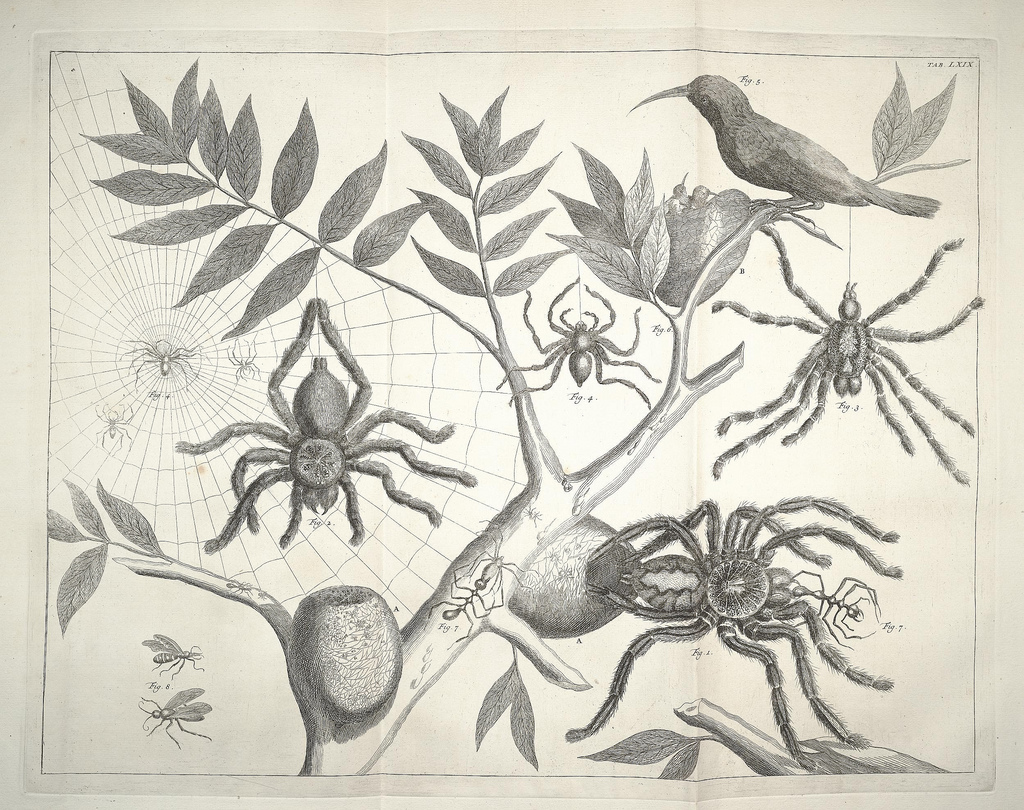
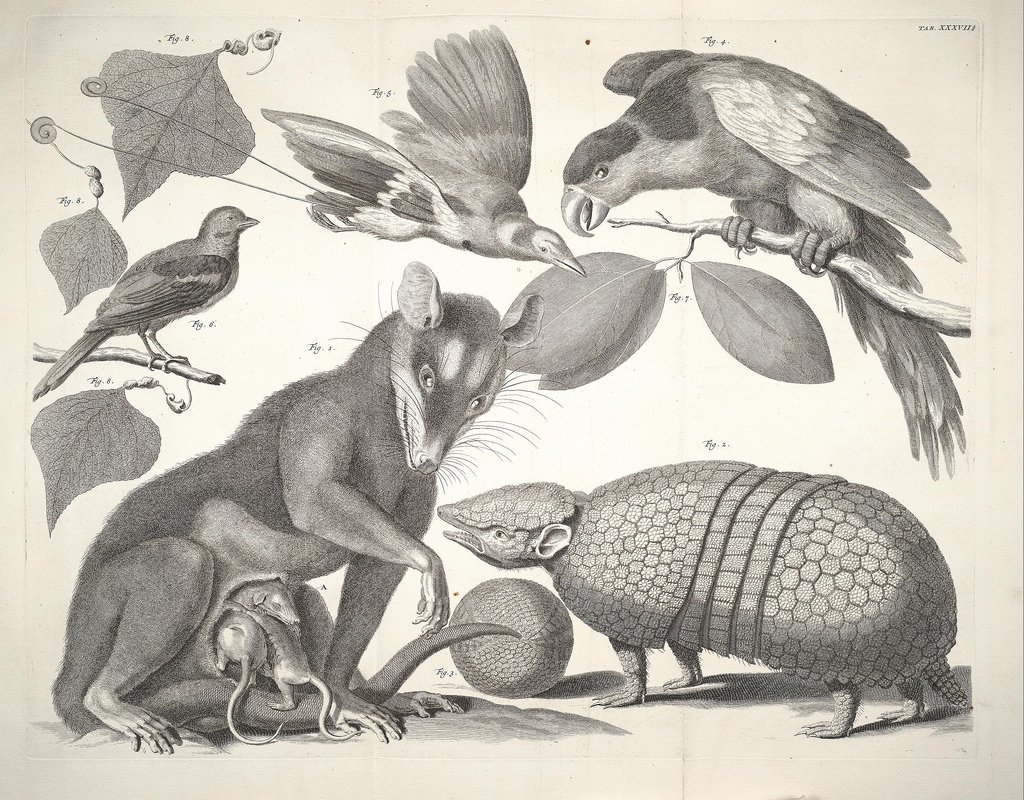

## 著作
- (Thesaurus): Locupletissimi rerum naturalium thesauri accurata descriptio, et iconibus artificiosissimis expressio, per universam physices historiam … Ex toto terrarum orbe collegit, digessit, descripsit et depingendam curavit Albertus Seba Etzela Ostfrisius …[1] Digitalisat
- An account of the Cinnamon tree in Ceylon and its several sorts, communicated by the Chief Inspector of the Cinnamon Trade and Manufacture in that Island to Albertus Seba, a noted druggist at Amsterdam …[1] Digitalisat
- The anatomical preparation of Vegetables …[1] Digitalisat
- Historia exoticorum quorundam medicamentorum simplicium …[1]